# سفارة روسيا في أذربيجان
سفارة روسيا في أذربيجان هي أرفع تمثيل دبلوماسي لدولة روسيا لدى أذربيجان. تقع السفارة في باكو وهي تهدف لتعزيز المصالح الروسية في أذربيجان.

## وصلات خارجية
- الموقع الرسمي
- قائمة سفارات روسيا
- قائمة السفارات في أذربيجان